# لوسبورگ
لوسبورگ (به آلمانی: Loßburg) یک شهر در آلمان است که در فرویدنشتادت واقع شده‌است. لوسبورگ ۶٬۵۴۴ نفر جمعیت دارد.